# Порядок наследования шведского престола
Порядок наследования шведского трона определяется шведским законом о престолонаследии (швед. Successionsordningen), первоначально утвержденным риксдагом, собранным в Эребру, и королём Карлом XIII в 1810 году.
В 1979 году шведский риксдаг ввёл абсолютную примогенитуру. Согласно ей, старший ребёнок, независимо от пола, является первым в порядке наследования престола. Изменения в законе о престолонаследии вступили в силу 1 января 1980 года: Швеция стала первой из европейских монархий, где была введена абсолютная примогенитура. Ранее (с 1810 года) шведский королевский престол наследовался согласно агнатической примогенитуре, то есть по мужской линии первородства. Женщины полностью исключались из линии престолонаследия.
7 октября 2019 года король Карл XVI Густав своим указом изменил состав королевского дома Швеции — дети принца Карла-Филиппа и принцессы Софии (Александр, Габриэль, Юлиан и Инес) и принцессы Мадлен и Кристофера О’Нилла (Леонор, Николас и Адриенна) были лишены титула Королевских высочеств. Тем не менее они являются членами королевской семьи, за ними сохраняются место в порядке наследования шведского престола и титулы принцев и герцогов, пожалованные им по приказу короля ранее.

## Порядок наследования
- Король Карл XVI Густав (род. 1946)[3]
  - (1) кронпринцесса Виктория, герцогиня Вестерготландская (род. 1977)[4]
    - (2) принцесса Эстель, герцогиня Эстергётландская (род. 2012)[14]
    - (3) принц Оскар, герцог Сконе (род. 2016)[15]

  - (4) принц Карл Филипп, герцог Вермландский (род. 1979)[16]
    - (5) принц Александр, герцог Сёдерманландский (род. 2016)[17]
    - (6) принц Габриэль, герцог Даларнский (род. 2017)[18]
    - (7) принц Юлиан, герцог Халландский (род. 2021)[19]
    - (8) принцесса Инес, герцогиня Вестерботтенская (род. 2025)

  - (9) принцесса Мадлен, герцогиня Гелсингландская и Гестрикландская (род. 1982)[20]
    - (10) принцесса Леонор, герцогиня Готландская (род. 2014)[21]
    - (11) принц Николас, герцог Онгерманландский (род. 2015)[22]
    - (12) принцесса Адриенна, герцогиня Блекинге (род. 2018)[23]

## Преемственность
В соответствии с Законом о престолонаследии, только законные потомки правящего короля Карла XVI Густава лютеранской веры могут претендовать на шведский королевский престол. Член династии или его потомок лишается своих прав на наследование трона, если он или она:
- не воспитывается в Швеции[24]
- отказывается от лютеранства (статья 4)[6][24]
- вступает в брак без согласия правительства (статья 5)[6][24] или
- вступает на трон другого государства путем избрания, наследования или путём брака без согласия монарха и риксдага Швеции (статья 8)[6][24]